# Angy Savin
Angy Savin, né le 27 mars 1990, est un joueur de pétanque français. 

## Biographie
Il est droitier et se positionne en milieu. Il est originaire de Bollène, dans le Vaucluse.

## Clubs
- ?-? : Orange (Vaucluse)
- ?-? : Faucon (Vaucluse)
- ?-? : Monteux (Vaucluse)
- ?-? : Carpentras (Vaucluse)
- ?-2012 : Le Polygone Valence (Drôme)
- 2013 : Bron Terraillon (Rhône)
- 2014 : Paris Auteuil (Paris)
- 2015 : Pétanque Arlancoise (Puy-de-Dôme)
- ?-? : Canuts de Lyon (Rhône)

## Palmarès

### Jeunes

#### Championnats du Monde
Champion du Monde
- Triplette Juniors 2005 (avec Kévin Malbec, Tony Perret et Dylan Rocher) :  Équipe de France[2],[3],[4]
- Triplette Juniors 2007 (avec Mathias Camacaris, Dylan Rocher et Logan Clere) :  Équipe de France

#### Championnats d'Europe
Champion d'Europe
- Triplette -18 ans 2004 (avec Tony Perret, Jérémy Darodes et Mickaël Jacquet) :  Équipe de France

#### Championnats de France
Champion de France
- Triplette Minimes 1999 (avec Anthony Azzinary et Tony Perret) : Vaucluse
- Triplette Cadets 2002 (avec Jérémy Gomis et Tony Perret) : Monteux
- Triplette Cadets 2003 (avec Tony Perret et Mathieu Guichard) : Monteux
- Triplette Juniors 2005 (avec Tony Perret et Maxime Vanel) : Vaucluse

Finaliste
- Triplette Minimes 2000 (avec Anthony Azzinary et Tony Perret)
- Finaliste Triplette Juniors 2006 (avec Tony Perret et Maxime Vanel)

#### Mondial La Marseillaise
Vainqueur
- Jeunes 2002  (avec Tony Perret et Mathieu Richard)

#### Millau

##### Mondial à pétanque de Millau (2003-2015)
Vainqueur
- Jeunes 2004 (avec Mathieu Richard et Maxime Vanel)

### Séniors

#### Coupe d'Europe des Clubs
Vainqueur
- 2019 : Canuts de Lyon (avec Christian Fazzino, Joseph Molinas, Fernand Molinas, Alexandre Mallet, Gino Deylis, Jacques Dubois, Mouna Béji et Ranya Kouadri)

#### Championnats de France
Champion de France
- Doublette 2015 (avec Maison Durk) : Pétanque Arlancoise

#### Millau

##### Mondial à pétanque de Millau (2003-2015)
Vainqueur
- Triplette 2013 (avec Jérémy Darodes et Kévin Malbec)

#### Passion Pétanque Française (PPF)
Vainqueur
- 2017